# Avalon (Califórnia)
Avalon é uma cidade localizada no estado americano da Califórnia, no condado de Los Angeles. É a única localidade incorporada do condado situada na Ilha de Santa Catalina, nas ilhas do Canal da Califórnia. Foi incorporada em 1913.
A cidade é uma comunidade de resorts com a orla dominada por empresas voltadas para o turismo. As partes mais antigas da cidade no fundo do vale consistem principalmente de pequenas casas e edifícios de dois e três andares em vários estilos arquitetônicos tradicionais.
Possui mais de 3 mil habitantes, de acordo com o censo nacional de 2020. Avalon atrai cerca de 1 milhão de visitantes por ano e é frequentemente visitada por navios de cruzeiro. Antes da colonização europeia, a ilha era habitada pelo povo Tongva.

## Geografia
De acordo com o Departamento do Censo dos Estados Unidos, a cidade tem uma área de 19,8 km², dos quais 7,5 km² estão cobertos por terra e 12,3 km² (62,3%) por água.

### Localidades na vizinhança
O diagrama seguinte representa as localidades num raio de 56 km ao redor de Avalon. 

## Demografia
Desde 1920, o crescimento populacional médio, a cada dez anos, é de 29,9%.

### Censo 2020
Segundo o censo nacional de 2020, a sua população é de 3 460 habitantes e sua densidade populacional de 462,9 hab/km². Houve um decréscimo populacional na última década de -7,2%.
Possui 2 195 residências que resulta em uma densidade de 293,7 residências/km² e uma redução de -3,1% em relação ao censo anterior. Deste total, 37,7% das unidades habitacionais estão desocupadas. A média de ocupação é de 2,5 pessoas por residência.
Existem 1 652 famílias e 9,5% da população não possui cobertura de plano de saúde. A renda familiar média é de 78 529 dólares, a taxa de emprego é de 77,9% e 22,1% dos habitantes possuem diploma de nível superior.

### Censo 2010
Segundo o censo nacional de 2010, a sua população era de 3 728 habitantes e sua densidade populacional de 489,6 hab/km². Possuía 2 266 residências que resultava em uma densidade de 297,6 residências/km².

### Censo 2000
Segundo o censo nacional de 2000, a sua população era de 3 127 habitantes.

## Lista de marcos
A relação a seguir lista as entradas do Registro Nacional de Lugares Históricos em Avalon.
- Christian Science Society
- Peter Gano House
- Tuna Club of Avalon
- William Wrigley, Jr. Summer Cottage